# 後閑町
後閑町（ごかんまち）は、群馬県前橋市の地名。郵便番号は371-0813。2013年現在の面積は1.37km2。

## 地理
前橋市の南部、利根川に注ぐ端気川左岸の前橋台地南側に位置している。南側には水田が点在している。

## 歴史
江戸時代からある地名で、前橋藩領だった。かつて同町付近には一大古墳群が形成されており、1935年に行われた調査では43基ほどの古墳が確認された。

### 年表
- 1889年4月1日 - 町村制施行により、後閑村は六供村、市之坪村、上佐鳥村、朝倉村、橳島村、宮地村、下佐鳥村と紅雲分村、宗甫分村、前代田村、天川原村の各一部が合併し東群馬郡上川淵村が成立する。
- 1896年4月1日 - 郡統合（東群馬郡と南勢多郡の統合）により勢多郡に所属する。
- 1954年4月1日 - 周辺1町5村（元総社村、下川淵村、芳賀村、桂萱村、群馬郡東村、総社町）とともに上川淵村は前橋市へ編入する。そのため前橋市後閑町となる。
- 1975年 - 一部が広瀬町一丁目、広瀬町二丁目、広瀬町三丁目、朝倉町四丁目となり、宮川用水以西が後閑町として残った。
- 2017年3月31日 - 町内の前橋市立天神小学校が閉校。
- 2021年4月1日 - 町内の天神小学校跡地に前橋市立明桜中学校が開校。

### 地名の由来
地名の由来は不詳。律令制下における所有者なしの土地「空閑地（ごかんのち）」、または平安期での政府に未登録の土地「こかん」のどちらかに由来するかとされる。

## 世帯数と人口
2017年（平成29年）8月31日現在の世帯数と人口は以下の通りである。
| 町丁   | 世帯数  | 人口    |
| ------ | ------- | ------- |
| 後閑町 | 406世帯 | 1,025人 |

## 小・中学校の学区
市立小・中学校に通う場合、学区は以下の通りとなる。
| 番地 | 小学校                                    | 中学校             |
| ---- | ----------------------------------------- | ------------------ |
| 一部 | 前橋市立上川淵小学校 前橋市立わかば小学校 | 前橋市立明桜中学校 |

## 交通

### 鉄道
鉄道駅はない。

### 道路
国道、県道ともには通っていない。

## 施設
- 前橋市立明桜中学校
- 前橋市上川淵公民館